# Eileen Atkins
Eileen June Atkins, DBE (Londres, 16 de junho de 1934) é uma atriz e roteirista britânica. Ela tem trabalhado no teatro, cinema e televisão consistentemente desde 1953. Em 1957 ingressou na Royal Shakespeare Company e fez sua estreia na Broadway na produção de 1966 de The Killing of Sister George, para o qual ela recebeu o primeiro de quatro indicações do Tony Award de Melhor Atriz em Peça. Em 2008, ela ganhou o BAFTA TV Award por Melhor Atriz e o Emmy Award por Melhor Atriz Coadjuvante em minissérie ou filme para televisão pela série de televisão Cranford.

## Filmografia

### Cinema
| Ano  | Título                      | Papel                |
| ---- | --------------------------- | -------------------- |
| 1966 | Major Barbara               | Barbara              |
| 1968 | Inadmissible Evidence       | Shirley              |
| 1974 | The Lady from the Sea       | Ellida Wangel        |
| 1975 | Sharon's Baby               | Sister Albana        |
| 1977 | Equus                       | Hester Saloman       |
| 1982 | Oliver Twist                | Mrs. Mann            |
| 1983 | Nelly's Version             | Nelly                |
| 1983 | The Dresser                 | Madge                |
| 1991 | A Room of One's Own         | Virginia Woolf       |
| 1991 | Let Him Have It             | Lilian Bentley       |
| 1991 | The Lost Language of Cranes | Rose Benjamin        |
| 1994 | Wolf                        | Mary                 |
| 1995 | Cold Comfort Farm           | Judith Starkadder    |
| 1995 | Jack and Sarah              | Phil                 |
| 1998 | The Avengers                | Alice                |
| 1999 | Women Talking Dirty         | Emily Boyle          |
| 2001 | Gosford Park                | Mrs. Croft           |
| 2001 | Wit                         | Evelyn Ashford       |
| 2002 | Bertie and Elizabeth        | Queen Mary           |
| 2002 | The Hours                   | Barbara              |
| 2003 | Cold Mountain               | Maddy                |
| 2003 | What a Girl Wants           | Jocelyn Dashwood     |
| 2004 | Vanity Fair                 | Miss Matilda Crawley |
| 2004 | The Queen of Sheba's Pearls | School matron        |
| 2005 | The Feast of the Goat       | Aunt Adelina         |
| 2006 | Ask the Dust                | Mrs. Hargraves       |
| 2006 | Scenes of a Sexual Nature   | Iris                 |
| 2007 | Evening                     | The Night Nurse      |
| 2008 | Last Chance Harvey          | Maggie               |
| 2010 | Robin Hood                  | Eleanor of Aquitaine |
| 2010 | Wild Target                 | Louisa Maynard       |
| 2012 | The Scapegoat               | Lady Spence          |
| 2013 | Beautiful Creatures         | Gramma               |
| 2014 | Magic in the Moonlight      | Aunt Vanessa         |

### Televisão
| Ano       | Título                       | Papel                        |
| --------- | ---------------------------- | ---------------------------- |
| 1959      | Hilda Lessways               | Maggie Clayhanger            |
| 1960      | An Age of Kings              | Joan la Pucelle              |
| 1965      | Knock on Any Door            | Ruth                         |
| 1970      | Solo                         | Mary Kingsley                |
| 1975      | Affairs of the Heart         | Kate Cookman                 |
| 1982      | Smiley's People              | Madame Ostrakova             |
| 1985      | The Burston Rebellion        | Kitty Higdon                 |
| 1992      | The Lost Language of Cranes  | Rose Benjamin                |
| 1997      | A Dance to the Music of Time | Brightman                    |
| 1998      | Talking Heads 2              | Celia                        |
| 2007      | Cranford                     | Miss Deborah Jenkyns         |
| 2007      | Agatha Christie's Marple     | Lady Tressilian              |
| 2009–2011 | Psychoville                  | Edwina Kenchington           |
| 2010      | Upstairs Downstairs          | Maud, Lady Holland           |
| 2010      | Agatha Christie's Poirot     | Princess Natalia Dragomiroff |
| 2011–2015 | Doc Martin                   | Ruth Ellingham               |
| 2014      | This is Jinsy                | Miss Penny                   |
| 2016      | The Crown                    | Queen Mary                   |
| 2017      | Carnage                      | Dorothy                      |

## Prêmios e nomeações
| Ano  | Prêmio              | Categoria                                                      | Título                                                                                                | Resultado |
| ---- | ------------------- | -------------------------------------------------------------- | --- | --------- |
| 1967 | Tony Award          | Melhor Atriz em Peça de Teatro                                 | The Killing of Sister George                                                                          | Indicado  |
| 1970 | BAFTA TV Award      | Melhor Atriz                                                   | The Heiress (BBC Play of the Month) Double Bill (The Wednesday Play) The Letter (W. Somerset Maugham) | Indicado  |
| 1972 | Drama Desk Award    | Outstanding Performance                                        | Vivat! Vivat! Regina!                                                                                 | Venceu    |
| 1972 | Tony Award          | Melhor Atriz em Peça de Teatro                                 | Vivat! Vivat! Regina!                                                                                 | Indicado  |
| 1978 | Drama Desk Award    | Melhor Atriz Coadjuvante em Peça de Teatro                     | The Night of the Tribades                                                                             | Venceu    |
| 1978 | Olivier Award       | Melhor Atriz em Reavivamento                                   | Twelfth Night                                                                                         | Indicado  |
| 1981 | Olivier Award       | Melhor Atriz em Peça de Teatro                                 | Passion Play                                                                                          | Indicado  |
| 1983 | BAFTA Film Award    | Melhor Atriz Coadjuvante                                       | The Dresser                                                                                           | Indicado  |
| 1988 | Olivier Award       | Melhor Atriz Coadjuvante                                       | Cymbeline The Winter's Tale Mountain Language                                                         | Venceu    |
| 1991 | Drama Desk Award    | Melhor Performance Solo                                        | A Room of One's Own                                                                                   | Venceu    |
| 1992 | Olivier Award       | Melhor Atriz Coadjuvante                                       | The Night of the Iguana                                                                               | Indicado  |
| 1995 | Tony Award          | Melhor Atriz em Peça de Teatro                                 | Indiscretions                                                                                         | Indicado  |
| 1997 | Olivier Award       | Melhor Atriz                                                   | John Gabriel Borkman                                                                                  | Indicado  |
| 2001 | Drama Desk Award    | Melhor Atriz em uma Peça                                       | The Unexpected Man                                                                                    | Indicado  |
| 2001 | Olivier Award       | Melhor Atriz                                                   | An Unexpected Man                                                                                     | Venceu    |
| 2001 | Screen Actors Guild | Melhor Elenco                                                  | Gosford Park                                                                                          | Venceu    |
| 2004 | Olivier Award       | Melhor Atriz                                                   | Honour                                                                                                | Venceu    |
| 2004 | Drama Desk Award    | Melhor Atriz em Peça de Teatro                                 | The Retreat From Moscow                                                                               | Indicado  |
| 2004 | Tony Award          | Melhor Atriz em Peça de Teatro                                 | The Retreat From Moscow                                                                               | Indicado  |
| 2008 | BAFTA TV Award      | Melhor Atriz                                                   | Cranford                                                                                              | Venceu    |
| 2008 | Emmy Award          | Melhor Atriz Coadjuvante em minissérie ou filme para televisão | Cranford                                                                                              | Venceu    |
| 2008 | Golden Globe        | Melhor Atriz Coadjuvante em Televisão                          | Cranford                                                                                              | Indicado  |
| 2011 | Emmy Award          | Melhor Atriz Coadjuvante em minissérie ou filme para televisão | Upstairs Downstairs                                                                                   | Indicado  |

Nota: Atkins também recebeu o Drama Desk Award honorário em 1995.